# Чемпионат мира по настольному теннису 2003
Чемпионат мира по настольному теннису 2003 года прошёл с 19 по 25 мая во французской столице Париже во дворце спорта Берси. Это был 47-й чемпионат мира.
В ходе соревнований было разыграно 5 комплектов медалей: в мужском и женском одиночном и парном разрядах, и в миксте. Париж уже в третий раз принимает мировое первенство, прежде соревнования здесь проходили в 1933 и в 1947 годах.
Впервые с 1997 года одну из золотых медалей завоевал не представитель Китая. В мужском одиночном разряде чемпионом мира стал австриец Вернер Шлагер. Это был первый чемпионат мира, где счёт в партиях вёлся до 11 очков, а не до 21 как на предыдущих чемпионатах мира.

## Медали

### Общий зачёт
(Жирным выделено самое большое количество медалей в своей категории; принимающая страна также выделена)
| Общее количество медалей |                  |        |         |        |       |
| Место                    | Страна           | Золото | Серебро | Бронза | Всего |
| 1                        | Китай            | 4      | 4       | 6      | 14    |
| 2                        | Австрия          | 1      | 0       | 0      | 1     |
| 3                        | Республика Корея | 0      | 1       | 2      | 3     |
| 4                        | Греция           | 0      | 0       | 1      | 1     |
| 4                        | Хорватия         | 0      | 0       | 1      | 1     |
| Всего                    | Всего            | 5      | 5       | 10     | 20    |

### Медалисты
| Разряд                   | Золото                  | Серебро                    | Бронза                                |
| ------------------------ | ----------------------- | -------------------------- | ------------------------------------- |
| Мужской одиночный разряд | Вернер Шлагер Австрия   | Чу Се Хёк Республика Корея | Кун Линхуэй КНР                       |
| Мужской одиночный разряд | Вернер Шлагер Австрия   | Чу Се Хёк Республика Корея | Калиникос Креанга Греция              |
| Женский одиночный разряд | Ван Нань КНР            | Чжан Инин КНР              | Ли Цзюй КНР                           |
| Женский одиночный разряд | Ван Нань КНР            | Чжан Инин КНР              | Тамара Борош Хорватия                 |
| Мужской парный разряд    | КНР Ван Лицинь Янь Сэнь | КНР Ван Хао Кун Линхуэй    | КНР Ма Линь Цинь Чжицзянь             |
| Мужской парный разряд    | КНР Ван Лицинь Янь Сэнь | КНР Ван Хао Кун Линхуэй    | Республика Корея О Сан Ын Ким Тхэк Су |
| Женский парный разряд    | КНР Ван Нань Чжан Инин  | КНР Го Юэ Ню Цзяньфэн      | Республика Корея Сук Ынми Ли Ынсиль   |
| Женский парный разряд    | КНР Ван Нань Чжан Инин  | КНР Го Юэ Ню Цзяньфэн      | КНР Ли Цзя Ли Цзюй                    |
| Микст                    | КНР Ма Линь Ван Нань    | КНР Лю Гочжэн Ню Цзяньфэн  | КНР Ван Хао Ли Нань                   |
| Микст                    | КНР Ма Линь Ван Нань    | КНР Лю Гочжэн Ню Цзяньфэн  | КНР Цинь Чжицзянь Ню Цзяньфэн         |